# Elecciones presidenciales de Ecuador de 1865
Las elecciones presidenciales de Ecuador de 1865 fue el proceso electoral el cual tuvo por objetivo la elección de un nuevo Presidente Constitucional de la República del Ecuador.

## Antecedentes
Elecciones convocadas por el presidente Gabriel García Moreno para escoger a su sucesor presidencial, al concluirse su período constitucional el 30 de agosto de 1865.

## Desarrollo
Los candidatos fueron Jerónimo Carrión respaldado por Gabriel García Moreno y el partido oficialista conservador y los representantes del liberalismo: Manuel Gómez de la Torre, José María Caamaño, Miguel Heredia y Mariano Cueva.
El triunfo de Carrión fue notorio al obtener 21.733 votos superando a Manuel Gómez de la Torre que obtuvo 8.211 votos, y a los candidatos José María Caamaño, Miguel Heredia y Mariano Cueva que entre los tres solamente obtuvieron 981 votos. 
Jerónimo Carrión ascendió al poder el 7 de septiembre de 1865.

## Candidatos y Resultados
| Partido             | Candidato                           | Cargos importantes                                 | Votos  | %     |
| ------------------- | ----------------------------------- | -------------------------------------------------- | ------ | ----- |
| Liberal Conservador | Jerónimo Carrión Palacio y Escudero | Vicepresidente de la República (1858 - 1859)       | 21.733 | 70.2% |
| Liberal             | Manuel Gómez de la Torre Gangotena  | Presidente de la Cámara del Senado (1854) / (1863) | 8.211  | 26.5% |
| Otros               | Otros                               | Otros                                              | 981    | 3.1%  |

Fuente:

## Consecuencias
Después de realizadas las elecciones presidenciales para el período 1865-1869 en donde resultó ganador el candidato oficialista Jerónimo Carrión, la revolución urbinista era eminente. Los dos expresidentes liberales José María Urbina y Francisco Robles lideraron una invasión a las costas ecuatorianas desde el Perú, cuyo gobierno respaldaba a los revolucionarios, con el fin de derrocar al presidente García Moreno y impedir la sucesión presidencial. El primer acto fue sobornar al capitán del vapor Washington para que entregara el buque extranjero a manos de los urbinistas. Posteriormente se procedió al abordaje del vapor Guayas, único buque ecuatoriano con el que contaba la República en aquel entonces, en donde se asesinó a su tripulación. Urbina pudo unir a los vapores antes mencionados uno nuevo denominado Bernardino.
Una vez llegada las noticias de estos hechos al gobierno, el presidente declaró pirática a la invasión y procedió a conjurar la revolución. Como no se contaba con fuerza naval, García Moreno se vio en la necesidad de comprar un buque británico llamado Talca que por casualidad fue a fondear a Guayaquil. Una vez que la transacción se realizó, al buque subieron a bordo doscientos cincuenta soldados en compañía del presidente.
Así, el 26 de junio de 1865 se dio la batalla en Jambelí. El Talca, junto con un pequeño fluvial Smyrk, arremetió contra las fuerzas revolucionarias. El Guayas fue el primero en ser abordado y de inmediato el Bernardino. Mientras los tripulantes del Talca desarmaban a los vencidos, el Smyrk se dirigió a la captura del Washington en donde se encontraban los máximos cabecillas de la invasión. Los sublevados entraron en desesparación al ver al fluvial Smyrk y emprendieron la fuga, entre ellos Urbina y Robles. En este barco se pudo rescatar a varias personas que habían sido secuestradas y condenadas a muerte por defender al gobierno constitucional de García Moreno. En los objetos dejados por los revolucionarios se encontraron billetes falsificados y documentos que los comprometían en la piratería. Estos papeles, junto con las armas que portaban los rebeldes, fueron base suficiente para proceder al juicio sumario de los cuarenta y cinco responsables capturados, de los cuales veintisiete fueron fusilados por traición a la patria.